# فاو تویوتا
فاو تویوتا (انگلیسی: FAW Toyota) شرکت خودروسازی چینی است، که در سال ۲۰۰۰ تأسیس شد.